# Quedius vexans
Quedius vexans es una especie de escarabajo del género Quedius, familia Staphylinidae. Fue descrita científicamente por Eppelsheim en 1881.
Habita en Austria, Estonia, Suecia, Alemania, Francia, Checa y Polonia.